# Закобильня
Закобильня, Закобилля — річка в Україні, у Сумському районі Сумської області. Ліва притока Сироватки (басейн Дніпра).

## Опис
Довжина річки 16 км., похил річки — 2,7 м/км. Площа басейну 125 км².

## Розташування
Бере початок на північному заході від села Високе. Тече переважно на північний захід через Новодмитрівку, Краснопілля і впадає у річку Сироватку, ліву притоку Псла.

## Притоки
- Довжик - ліва притока